# Slovenië op de Olympische Spelen
Slovenië is een van de landen die deelneemt aan de Olympische Spelen. Slovenië debuteerde op de Winterspelen van 1992. In datzelfde jaar kwam het voor het eerst uit op de Zomerspelen.
Tot 1991 was Slovenië onderdeel van Joegoslavië en namen de Slovenen tot en met 1988 deel aan de Spelen als lid van het Joegoslavisch team.
In 2022 nam Slovenië voor de negende keer deel aan de Winterspelen, in 2024 voor de negende keer aan de Zomerspelen. Het is een van de 44 landen die zowel op de Zomer- als de Winterspelen een medaille haalde. Er werden in totaal 55 (14-18-23) medailles gewonnen, 31 op de Zomerspelen en 24 op de Winterspelen.

## Medailles en deelnames
De 55 medailles werden in veertien olympische sportdisciplines gewonnen. De ‘succesvolste’ deelnemer is alpineskister Tina Maze, zij won tweemaal goud in 2014 en tweemaal zilver in 2010. Op de Zomerspelen is dat de klimster Janja Garnbret, zij won zowel in 2020 als in 2024 goud. Schansspringster Urša Bogataj won in 2022 zowel de gouden medaille individueel als met gemengde team.
De roeier Iztok Čop won ook vier medailles (goud in 2000 en brons in 1992, 2004 en 2012). Schansspringer Peter Prevc won in 2018 en 2022 in totaal één gouden, twee zilveren en één bronzen medaille. 

### Overzicht
De tabel geeft een overzicht van de jaren waarin werd deelgenomen, het aantal gewonnen medailles en de eventuele plaats in het medailleklassement.
| Zomerspelen | Zomerspelen | Zomerspelen | Zomerspelen | Zomerspelen | Zomerspelen |        | Winterspelen | Winterspelen | Winterspelen | Winterspelen | Winterspelen | Winterspelen |
| Jaar        | Goud        | Zilver      | Brons       | Totaal      | Rang        | Jaar   | Goud         | Zilver       | Brons        | Totaal       | Rang         |              |
| 1992        | 0           | 0           | 2           | 2           | 52          | 1992   | 0            | 0            | 0            | 0            | -            |              |
| 1996        | 0           | 2           | 0           | 2           | 55          | 1994   | 0            | 0            | 3            | 3            | 20           |              |
| 2000        | 2           | 0           | 0           | 2           | 36          | 1998   | 0            | 0            | 0            | 0            | -            |              |
| 2004        | 0           | 1           | 3           | 4           | 63          | 2002   | 0            | 0            | 1            | 1            | 23           |              |
| 2008        | 1           | 2           | 2           | 5           | 42          | 2006   | 0            | 0            | 0            | 0            | -            |              |
| 2012        | 1           | 1           | 2           | 4           | 42          | 2010   | 0            | 2            | 1            | 3            | 21           |              |
| 2016        | 1           | 2           | 1           | 4           | 45          | 2014   | 2            | 2            | 4            | 8            | 16           |              |
| 2020        | 3           | 1           | 1           | 5           | 31          | 2018   | 0            | 1            | 1            | 2            | 24           |              |
| 2024        | 2           | 1           | 0           | 3           | 34          | 2022   | 2            | 3            | 2            | 7            | 15           |              |
| Totaal      | 10          | 10          | 11          | 31          |             | Totaal | 4            | 8            | 12           | 24           |              |              |
| Tot. Z+W    | 14          | 18          | 23          | 55          |             |        |              |              |              |              |              |              |

### Winterspelen
| Jaar | Sport          | Olympiër                                        | Onderdeel                        | Medaille |
| ---- | -------------- | ----------------------------------------------- | -------------------------------- | -------- |
| 1994 | Alpineskiën    | Alenka Dovzan                                   | combinatie (m)                   | Brons    |
| 1994 | Alpineskiën    | Jure Košir                                      | slalom (m)                       | Brons    |
| 1994 | Alpineskiën    | Katja Koren                                     | slalom (v)                       | Brons    |
| 2002 | Schansspringen | Robert Kranjec Primož Peterka Peter Žonta       | K-120 team (m)                   | Brons    |
| 2010 | Alpineskiën    | Tina Maze                                       | reuzenslalom (v)                 | Zilver   |
| 2010 | Alpineskiën    | Tina Maze                                       | super-g (v)                      | Zilver   |
| 2010 | Langlaufen     | Petra Majdič                                    | sprint individueel, klassiek (v) | Brons    |
| 2014 | Alpineskiën    | Tina Maze                                       | afdaling (v)                     | Goud     |
| 2014 | Alpineskiën    | Tina Maze                                       | reuzenslalom (v)                 | Goud     |
| 2014 | Biatlon        | Teja Gregorin                                   | 10 km achtervolging (v)          | Brons    |
| 2014 | Langlaufen     | Vesna Fabjan                                    | sprint (v)                       | Brons    |
| 2014 | Schansspringen | Peter Prevc                                     | normale schans                   | Zilver   |
| 2014 | Schansspringen | Peter Prevc                                     | grote schans (m)                 | Brons    |
| 2014 | Snowboarden    | Žan Košir                                       | parallelslalom (m)               | Zilver   |
| 2014 | Snowboarden    | Žan Košir                                       | parallelreuzenslalom (m)         | Brons    |
| 2018 | Biatlon        | Jakov Fak                                       | 20 km individueel (m)            | Brons    |
| 2018 | Snowboarden    | Žan Košir                                       | parallelreuzenslalom (m)         | Brons    |
| 2022 | Schansspringen | Nika Križnar Timi Zajc Urša Bogataj Peter Prevc | gemengd team                     | Goud     |
| 2022 | Schansspringen | Nika Križnar                                    | normale schans (v)               | Goud     |
| 2022 | Schansspringen | Lovro Kos Cene Prevc Timi Zajc Peter Prevc      | grote schans team (m)            | Zilver   |
| 2022 | Snowboarden    | Žan Kranjec                                     | parallelreuzenslalom (m)         | Zilver   |
| 2022 | Snowboarden    | Gloria Kotnik                                   | parallelreuzenslalom (v)         | Brons    |

### Zomerspelen
| Jaar | Sport       | Olympiër                                              | Onderdeel                      | Medaille |
| ---- | ----------- | ----------------------------------------------------- | ------------------------------ | -------- |
| 1992 | Roeien      | Iztok Čop Denis Žvegelj                               | twee-zonder-stuurman (m)       | Brons    |
| 1992 | Roeien      | Milan Janša Jani Klemenčič Sašo Mirjanič Sadik Mujkič | vier-zonder-stuurman (m)       | Brons    |
| 1996 | Atletiek    | Brigita Bukovec                                       | 100 m horden (v)               | Zilver   |
| 1996 | Kanovaren   | Andraž Vehovar                                        | K1 slalom (m)                  | Zilver   |
| 2000 | Roeien      | Iztok Čop Luka Špik                                   | dubbel-twee (m)                | Goud     |
| 2000 | Schietsport | Rajmond Debevec                                       | 50m kkg 3-houdingen            | Goud     |
| 2004 | Atletiek    | Jolanda Čeplak                                        | 800 m (v)                      | Zilver   |
| 2004 | Judo        | Urška Žolnir                                          | halfmiddengewicht (v)          | Brons    |
| 2004 | Roeien      | Iztok Čop Luka Špik                                   | dubbel-twee (m)                | Brons    |
| 2004 | Zeilen      | Vasili Žbogar                                         | eenpersoonsjol (laser) (open)  | Brons    |
| 2008 | Atletiek    | Primož Kozmus                                         | kogelslingeren (m)             | Goud     |
| 2008 | Judo        | Lucija Polavder                                       | halfzwaargewicht (-78 kg) (v)  | Brons    |
| 2008 | Schietsport | Rajmond Debevec                                       | 50m kkg 3-houdingen (m)        | Brons    |
| 2008 | Zeilen      | Vasili Žbogar                                         | eenpersoonsjol (laser) (m)     | Zilver   |
| 2008 | Zwemmen     | Sara Isakovič                                         | 200 m vrij (v)                 | Zilver   |
| 2012 | Atletiek    | Primož Kozmus                                         | kogelslingeren (m)             | Zilver   |
| 2012 | Judo        | Urška Žolnir                                          | -63 kg (v)                     | Goud     |
| 2012 | Roeien      | Iztok Čop Luka Špik                                   | dubbel-twee (m)                | Brons    |
| 2012 | Schietsport | Rajmond Debevec                                       | 50m kkg liggend (m)            | Brons    |
| 2016 | Judo        | Tina Trstenjak                                        | -63 kg (v)                     | Goud     |
| 2016 | Judo        | Anamari Velenšek                                      | -78 kg (v)                     | Brons    |
| 2016 | Kanovaren   | Peter Kauzer                                          | K1 slalom (m)                  | Zilver   |
| 2016 | Zeilen      | Vasili Žbogar                                         | eenpersoonsjol (finn) (m)      | Zilver   |
| 2020 | Kanovaren   | Benjamin Savšek                                       | C-1 slalom (m)                 | Goud     |
| 2020 | Klimsport   | Janja Garnbret                                        | gecombineerd (v)               | Goud     |
| 2020 | Wielersport | Primož Roglič                                         | tijdrit (m)                    | Goud     |
| 2020 | Judo        | Tina Trstenjak                                        | halfmiddelgewicht (-63 kg) (v) | Zilver   |
| 2020 | Wielersport | Tadej Pogačar                                         | wegrit (m)                     | Brons    |
| 2024 | Judo        | Andreja Leški                                         | halfmiddelgewicht (-63 kg) (v) | Goud     |
| 2024 | Klimsport   | Janja Garnbret                                        | gecombineerd (v)               | Goud     |
| 2024 | Zeilen      | Toni Vodišek                                          | Kite (m)                       | Zilver   |

Afghanistan · Albanië · Algerije · Amerikaans-Samoa · Amerikaanse Maagdeneilanden · Andorra · Angola · Antigua en Barbuda · Argentinië · Armenië · Aruba · Australië · Azerbeidzjan · Bahama's · Bahrein · Bangladesh · Barbados · België · Belize · Benin · Bermuda · Bhutan · Bolivia · Bosnië en Herzegovina · Botswana · Brazilië · Britse Maagdeneilanden · Brunei · Bulgarije · Burkina Faso · Burundi · Cambodja · Canada · Centraal-Afrikaanse Republiek · Chili · China · Chinees Taipei · Colombia · Comoren · Congo-Brazzaville · Congo-Kinshasa · Cookeilanden · Costa Rica · Cuba · Cyprus · Denemarken · Djibouti · Dominica · Dominicaanse Republiek · Duitsland · Ecuador · Egypte · El Salvador · Equatoriaal-Guinea · Eritrea · Estland · Ethiopië · Fiji · Filipijnen · Finland · Frankrijk · Gabon · Gambia · Georgië · Ghana · Grenada · Griekenland · Groot-Brittannië · Guam · Guatemala · Guinee · Guinee-Bissau · Guyana · Haïti · Honduras · Hongarije · Hongkong · Ierland · IJsland · India · Indonesië · Irak · Iran · Israël · Italië · Ivoorkust · Jamaica · Japan · Jemen · Jordanië · Kaaimaneilanden · Kaapverdië · Kameroen · Kazachstan · Kenia · Kirgizië · Kiribati · Koeweit · Kosovo · Kroatië · Laos · Lesotho · Letland · Libanon · Liberia · Libië · Liechtenstein · Litouwen · Luxemburg · Madagaskar · Malawi · Malediven · Maleisië · Mali · Malta · Marokko · Marshalleilanden · Mauritanië · Mauritius · Mexico · Micronesië · Moldavië · Monaco · Mongolië · Montenegro · Mozambique · Myanmar · Namibië · Nauru · Nederland · Nepal · Nicaragua · Nieuw-Zeeland · Niger · Nigeria · Noord-Korea · Noord-Macedonië · Noorwegen · Oeganda · Oekraïne · Oezbekistan · Oman · Oost-Timor · Oostenrijk · Pakistan · Palau · Palestina · Panama · Papoea-Nieuw-Guinea · Paraguay · Peru · Polen · Portugal · Puerto Rico · Qatar · Roemenië · Rusland · Rwanda · Saint Kitts en Nevis · Saint Lucia · Saint Vincent en de Grenadines · Salomonseilanden · Samoa · San Marino · Saoedi-Arabië · Sao Tomé en Principe · Senegal · Servië · Seychellen · Sierra Leone · Singapore · Slovenië · Slowakije · Somalië · Spanje · Sri Lanka · Soedan · Suriname · Swaziland · Syrië · Tadzjikistan · Tanzania · Thailand · Togo · Tonga · Trinidad en Tobago · Tsjaad · Tsjechië · Tunesië · Turkije · Turkmenistan · Tuvalu · Uruguay · Vanuatu · Venezuela · Verenigde Arabische Emiraten · Verenigde Staten · Vietnam · Wit-Rusland · Zambia · Zimbabwe · Zuid-Afrika · Zuid-Korea · Zuid-Soedan · Zweden · Zwitserland
Historische landen: Bohemen · Bondsrepubliek Duitsland · Brits-Indië · Duitse Democratische Republiek · Joegoslavië · Malaya · Nederlandse Antillen · Noord-Borneo · Noord-Jemen · Saarland · Servië en Montenegro · Sovjet-Unie · Tsjecho-Slowakije · West-Indische Federatie · Zuid-Jemen
Bijzondere deelnames: Onafhankelijke olympische atleten · Vluchtelingenteam 
 Australazië · Duits Eenheidsteam · Gemengd team · Gezamenlijk Team